# كين ماغوان
كين ماغوان هو لاعب هوكي الجليد كندي، ولد في 22 يونيو 1981 في كيلونا في كندا.

## وصلات خارجية
- كين ماغوان على موقع دوري الهوكي الوطني (الإنجليزية)
- كين ماغوان على موقع EliteProspects.com (الإنجليزية)
- كين ماغوان على موقع Eurohockey.com (الإنجليزية)
- كين ماغوان على موقع HockeyDB.com (الإنجليزية)